# Saison 7 de Stargate SG-1
Chronologie
Saison 6 Saison 8
La Saison 7 de Stargate SG-1 a été diffusée à partir du 13 juin 2003 sur Sci Fi Channel. La septième saison se termine après 22 épisodes le 9 mars 2004 sur Sky1, qui prend le relais de la chaîne Sci Fi en milieu de saison. La série est développée par Brad Wright et Jonathan Glassner. Les comédiens récurrents de la saison 7 sont Richard Dean Anderson, Amanda Tapping, Christopher Judge, Michael Shanks, et Don S. Davis. La saison est marquée par le retour de Michael Shanks dans le rôle de Daniel Jackson en tant que personnage régulier de la série, le départ de Corin Nemec, qui apparaît en guest star dans trois épisodes, et la mort de Janet Fraiser interprétée par Teryl Rothery.

## Distribution
- Richard Dean Anderson : Colonel Jack O'Neill
- Amanda Tapping : Major Samantha Carter
- Christopher Judge : Teal'c
- Don S. Davis : Major-Général George Hammond
- Michael Shanks : Dr Daniel Jackson

## Épisodes

### Épisode 1:Retour aux sources (1/2)
- États-Unis : 13 juin 2003

- Corin Nemec (Jonas Quinn)
- George Touliatos (Shamda)
- Kevan Ohtsji (Primat Oshu)
- David Palffy (Anubis)
- Vince  Crestejo (Yu-Huang Shang Ti)
- Michael Adamthwaite (Primat He'rak)
- Gary Jones (Sergent Walter Harryman)
- Teryl Rothery (Dr Janet Fraiser)
- Eric Breker (Colonel Albert Reynolds)

### Épisode 2:Retour aux sources (2/2)
- États-Unis : 13 juin 2003

- Corin Nemec (Jonas Quinn)
- Gary Jones (Sergent Walter Harryman)
- Cliff Simon (Ba'al)
- Kevan Ohtsji (Primat Oshu)
- David Palffy (Anubis)
- Michael Adamthwaite (Primat He'rak)
- Vince  Crestejo (Yu-Huang Shang Ti)
- Doug Abrahams (Commandant Hale)
- Adrian Hough (Scientifique Goa'uld)
- Gillian Barber (Ambassadrice Dreylock)
- Glynis Davies (Ambassadrice Noor)
- Jan Bos (Ambassadeur Sevaarin)

### Épisode 3:L'Apprenti sorcier
- États-Unis : 20 juin 2003

Peter DeLuise
- Adaptation : Damian Kindler

- Carmen Argenziano (Général Jacob Carter/Selmak)
- Michael Welch (O'Neill adolescent)
- Teryl Rothery (Dr Janet Fraiser)
- Peter DeLuise (Loki)

### Épisode 4:Les Esclaves d'Erebus
- États-Unis : 27 juin 2003

- Tony Amendola (Bra'tac)
- Obi Ndefo (Rak'nor)
- Neil Denis (Rya'c)
- David Richmond-Peck (Commandant d'Erebus)
- Gary Jones (Sergent Walter Harryman)
- Teryl Rothery (Dr Janet Fraiser)

### Épisode 5:Le Réseau
- États-Unis : 11 juillet 2003

- Christopher Heyerdahl (Pallan)
- Peter Lacroix (Kendrick)
- Tiffany Knight (Evalla)
- Liam Ranger (Nevin)
- Gary Jones (Sergent Walter Harryman)

### Épisode 6:Vaisseau fantôme
- États-Unis : 18 juillet 2003

- James Parks (Commandant Pharrin)
- Travis Webster (Ingénieur Trayan)
- Ryan Drescher (Keenin)
- Gary Jones (Sergent Walter Harryman)
- Teryl Rothery (Dr Janet Fraiser)

### Épisode 7:Les Envahisseurs
- États-Unis : 25 juillet 2003

- Michael Rooker (Colonel Martin Edwards)
- Steven Williams (Général Maurice Vidrine)
- Alex Zahara (Kor Asek)
- Kavan Smith (Major Evan Lorne)
- Patrick Currie (Chaka)
- Gary Jones (Sergent Walter Harryman)

### Épisode 8:La Grande Épreuve
- États-Unis : 1er août 2003

- Scott MacDonald (Golan Jarlat)
- Alex Zahara (Capitaine Warrick Finn)
- Patrick Currie (Eamon Finn)
- Terence Kelly (Miles Hagan)
- Allan Lysell (Del Tynan)
- Hillary Cooper (Réceptionniste)

### Épisode 9:Le Vengeur
- États-Unis : 8 août 2003

- Patrick McKenna (Dr Jay Felger)
- Jocelyne Loewen (Dr Chloé Angstrom)
- Gary Jones (Sergent Walter Harriman)

### Épisode 10:Les Amazones
- États-Unis : 15 août 2003

- Jolene Blalock (Ishta)
- Christine Adams (Mala)
- Kathleen Duborg (Neith)
- Kirsten Prout (Nesa)
- Teryl Rothery (Dr. Janet Fraiser)

### Épisode 11:La Fontaine de Jouvence (1/2)
- États-Unis : 22 août 2003

Peter DeLuise
- Adaptation : Damian Kindler

- Carmen Argenziano (Général Jacob Carter/Selmak)
- Tony Amendola (Bra'tac)
- Frank Roman (Rafael)
- Bill Dow (Dr Bill Lee)
- Eric Breker (Colonel Albert Reynolds)
- Zak Santiago (Rogelio Duran)

### Épisode 12:La Fontaine de Jouvence (2/2)
- Royaume-Uni : 15 décembre 2003
- États-Unis : 9 janvier 2004

Peter DeLuise
- Adaptation : Peter DeLuise

- Carmen Argenziano (Général Jacob Carter/Selmak)
- Tony Amendola (Bra'tac)
- Frank Roman (Rafael)
- Bill Dow (Dr Bill Lee)
- David Palffy (Anubis)
- Zak Santiago (Rogelio Duran)
- Enrico Colantoni (Agent Burke)

### Épisode 13:Le Voyage intérieur
- Royaume-Uni : 6 janvier 2004
- États-Unis : 16 janvier 2004

- Carmen Argenziano (Général Jacob Carter/Selmak)
- Ingrid Kavelaars (Major Erin Gant)
- John Novak (Colonel William Ronson)
- Sasha Pieterse (Grace)

### Épisode 14:Dangereuse Alliance
- Royaume-Uni : 13 janvier 2004
- États-Unis : 23 janvier 2004

Martin Wood
- Adaptation : Joseph Mallozzi et Paul Mullie

- Corin Nemec (Jonas Quinn)
- Emily Holmes (Kianna Cyr)
- Gillian Barber (Ambassadeur Dreylock)
- Patricia Drake (Lucia Tarthus)
- Julian Christopher (Vin Eremal)

### Épisode 15:Chimères
- Royaume-Uni : 20 janvier 2004
- États-Unis : 30 janvier 2004

Will Waring
- Adaptation : Damian Kindler

- Anna-Louise Plowman (Dr Sarah Gardner/Osiris)
- David DeLuise (Pete Shanahan)

### Épisode 16:La Fin de l'union
- Royaume-Uni : 27 janvier 2004
- États-Unis : 6 février 2004

- Carmen Argenziano (Général Jacob Carter/Selmak)
- Sebastian Spence (Delek)
- Mark Gibbon (M'Zell)
- Gary Jones (Sergent Walter Harriman)
- Eric Breker (Colonel Albert Reynolds)

### Épisode 17:Héros (1/2)
- Royaume-Uni : 3 février 2004
- États-Unis : 13 février 2004

- Saul Rubinek (Emmett Bregman)
- Mitchell Kosterman (Colonel Tom Rundell)
- Gary Jones (Sergent Walter Harriman)
- David Lewis (Dr Cameron Balinsky)
- Tobias Slezak (Sergent Dale James)
- Christopher Redman (Soldat Shep Wickenhouse)
- Adam Baldwin (Colonel David Dixon)
- Ronny Cox (Sénateur Robert Kinsey)
- Teryl Rothery (Dr. Janet Fraiser)

### Épisode 18:Héros (2/2)
- Royaume-Uni : 10 février 2004
- États-Unis : 20 février 2004

- Saul Rubinek (Emmett Bregman)
- Robert Picardo (Agent Robert Woolsey)
- Mitchell Kosterman (Colonel Tom Rundell)
- Gary Jones (Sergent Walter Harriman)
- Tobias Slezak (Sergent Dale James)
- Christopher Redman (Soldat Shep Wickenhouse)
- Julius Chapple (1re Classe Simon Wells)
- Adam Baldwin (Colonel David Dixon)
- Teryl Rothery (Dr. Janet Fraiser)

### Épisode 19:Résurrection
- Royaume-Uni : 17 février 2004
- États-Unis : 27 février 2004

- Kristen Dalton (Anna/Sekhmet)
- Brad Greenquist (Dr Keffler)
- Peter Flemming (Agent Malcolm Barrett)
- Bill Dow (Dr Bill Lee)

Commentaire
Le Colonel Jack O'Neill n'apparait pas dans cet épisode.

### Épisode 20:Lutte de pouvoir
- Royaume-Uni : 24 février 2004
- États-Unis : 5 mars 2004

- William Devane (Président Henry Hayes)
- Robert Picardo (Agent Robert Woolsey)
- Ronny Cox (Vice-Président Robert Kinsey)
- James McDaniel (Général Francis Maynard, Chef d'État-Major des Armées)
- Jerry Wasserman (Stan)

### Épisode 21:La Cité perdue (1/2)
- Royaume-Uni : 2 mars 2004
- États-Unis : 12 mars 2004

- William Devane (Président Henry Hayes)
- Jessica Steen (Dr Elizabeth Weir)
- Tony Amendola (Bra'tac)
- David Palffy (Anubis)
- Gary Jones (Sergent Walter Harryman)
- Ronny Cox (Vice-Président Robert Kinsey)
- Eric Breker (Colonel Albert Reynolds)

### Épisode 22:La Cité perdue (2/2)
- Royaume-Uni : 9 mars 2004
- États-Unis : 19 mars 2004

- Général John P. Jumper (en) (Lui-même)
- William Devane (Président Henry Hayes)
- Jessica Steen (Dr Elizabeth Weir)
- Tony Amendola (Bra'tac)
- Gary Jones (Sergent Walter Harryman)
- Ronny Cox (Vice-Président Robert Kinsey)
- James McDaniel (Général Francis Maynard, Chef d'État-Major des Armées)
- Ingrid Kavelaars (Major Erin Gant)
- Marc Worden (Ronan)
- David Palffy (Anubis)
- Michael Adamwaite (Primat Her'ak)